# Festival Internacional de Cine de Mar del Plata de 1954
El Festival Internacional de Cine de Mar del Plata de 1954 realizado del 8 al 14 de marzo de 1954 fue la primera edición del mismo y se organizó por iniciativa del subsecretario de Informaciones y Prensa, Raúl Apold. Esa edición no fue competitiva sino una muestra en la que se resaltó el cine como espectáculo y con la que se buscó darle un fuerte apoyo a la industria cinematográfica nacional y acercar el cine mundial al público argentino.
La elección de la ciudad sede se decidió por ser el destino turístico por excelencia y fueron dieciocho los países representados por los 52 largos y 49 cortometrajes que se proyectaron.
Entre los filmes exhibidos cabe señalar a Pane, amore e fantasía / Pan, amor y fantasía, de Vittorio de Sica (Italia, 1953); La ilusión viaja en tranvía, de Luis Buñuel Portolés (México, 1954); The Glenn Miller Story / Música y lágrimas, de Anthony Mann (Estados Unidos, 1954); Sommarlek / Juventud divino tesoro, de Ingmar Bergman (Suecia, 1951) y Fröken Julie /  La señorita Julie, de Alf Sjöberg (Suecia, 1951). El cine argentino estuvo representado por El grito sagrado (1954), de Luis César Amadori y La calle del pecado (1954), de Ernesto Arancibia.
Como visitantes Mar del Plata recibió a los actores estadounidenses Errol Flynn, Mary Pickford, Joan Fontaine, Claire Trevor, Edward G. Robinson, Fred MacMurray, Ann Miller, Walter Pidgeon y Jeannette McDonald, las francesas Viviane Romance y Jeanne Moreau, los italianos Isa Miranda, Lucía Bosé y Alberto Sordi, el inglés Trevor Howard, los españoles Fernando Fernán Gómez, Aurora Bautista y Ana Mariscal. Como invitados especiales, el Festival contó con la presencia de la alemana Lil Dagover y el canadiense Norman McLaren.